# Pajić Polje
Pour les articles homonymes, voir Pajic.
Cet article possède un paronyme, voir Pajići.
Pajić Polje (en cyrillique : Пајић Поље) est un village de Bosnie-Herzégovine. Il est situé dans la municipalité de Gornji Vakuf-Uskoplje, dans le canton de Bosnie centrale et dans la fédération de Bosnie-et-Herzégovine. Selon les premiers résultats du recensement bosnien de 2013, il compte 286 habitants.

## Démographie

### Évolution historique de la population
| 1948 | 1953 | 1961 | 1971 | 1981 | 1991 | 2013 |
| ---- | ---- | ---- | ---- | ---- | ---- | ---- |
| -    | -    | 210  | 150  | 570  | 851  | 286  |

|  |

### Communauté locale
En 1991, la communauté locale de Pajić Polje comptait 3 110 habitants, répartis de la manière suivante :